# Stade Briochin
Stade Briochin is een Franse voetbalclub uit Saint-Brieuc.
De club werd in 1904 opgericht en speelt in het Stade Fred Aubert dat plaats biedt aan 11.500 toeschouwers.

## Geschiedenis
In 1996 werd de club kampioen in het Championnat National A. Tussen 2002 en 2004 kwam de club uit in het Championnat de France Amateurs. Hierna zakte de club helemaal weg. Na twee promoties op rij speelde de club in 2013 opnieuw in de vijfde klasse. Na drie seizoenen in de subtop kon de club in 2017 kampioen worden en zo promoveren naar de Championnat National 2. In 2020 promoveerde de club naar de Championnat National. Echter degradeerde de club in 2023 terug naar het vierde niveau, om na 2 jaar terug te promoveren.
Stade Brionchin heeft ook een damesafdeling die in de Division 1 Féminine speelt.

## Erelijst
- Championnat National

1996 (A)